# Tilosaure
El tilosaure (Tylosaurus, "llangardaix protuberància") és un gènere de sauròpsids (rèptils) escatosos de la família dels mosasàurids que visqueren en el Cretaci superior en el que avui és Amèrica del Nord i Nova Zelanda.

## Descripció
Els tilosaures eren depredadors marins estretament emparentats amb els varans i les serps. Posseïen fosses nasals en la punta del musell, membres transformats en aletes per nedar ràpid, aleta dorsal i cua poderosa. La seva longitud era de 8 metres fins a 11 metres. Una característica distintiva dels tilosaures era el seu premaxil·lar (musell), del qual reben el seu nom i que podria haver estat emprat per escometre i atordir preses i pels combats intraespecífics.
Entre els tilosaures estava el Tylosaurus proriger que era el més gran de tots els mosasaures (juntament amb el Hainosaurus i el Mosasaurus hoffmannii), aconseguint una longitud màxima de 15 m o més. El contingut d'estómac associat amb espècimens de Tylosaurus proriger indica que aquest ferotge mosasaure tenia una dieta variada, inclosos peixos, taurons, mosasaures més petits, plesiosaures, i aus bussejadores no voladores tals com Hesperornis.

## Taxonomia
- Tylosaurus proriger (Cope, 1869) (tipus)
- Tylosaurus nepaeolicus
- Tylosaurus haumuriensis
- Tylosaurus kansasensis
- Tylosaurus capensis
- Tylosaurus pembinensis
- Tylosaurus saskatchewanensis